# Antonio Cammelli
Antonio Cammelli Il Pistoia es un escritor italiano que nació en Pistoia en 1436 y falleció en Ferrara en 1502.
Autor de conocidos sonetos burlescos de estilo renacentista, es autor también de la tragedia Filostrato y Pánfila 1508.

## Biografía
Era hijo de Biondo Niccolò y de una desconocida Ginevra. Natural de Pistoia (de donde procede el apodo de Pistoia), vivió y trabajó sobre todo en la corte de Ferrara. Dedicó a Isabel de Este 533 sonetos caricaturescos con amplias referencias políticas y crónicas descritas en estilo satírico (publicados póstumamente en 1884).
En 1495 fue nombrado capitán de la puerta de la Santa Cruz de Reggio, cargo que ocupó hasta 1497.
Sin duda, gracias a la familia Este pudo entablar vínculos con Ludovico el Moro, a quien dedicó la colección de versos que ha llegado a nosotros incompleta en el manuscrito boloñés Universitario 2618, y con Isabella Gonzaga, que le recomendó para obtener el puesto de capitán de Porta San Pietro. A Isabella están dedicados los ya mencionados Sonetti faceti (Sonetos facciosos) y la tragedia escrita en tercetos titulada Pamphila (fechada en 1499), una nueva versión de una historia del Decamerón.

## Óperas
- Operetta noua de doi nobilissimi amanti Philostrato & Pamphila. Compuesto en tragedia para el avaro Antonio da Pistoia
- Sonetos lúdicos de Antonio da Pistoia y sonetos satíricos sin nombre de autor extraídos por primera vez de varios códices